# Vlaamse Televisie Sterren 2008

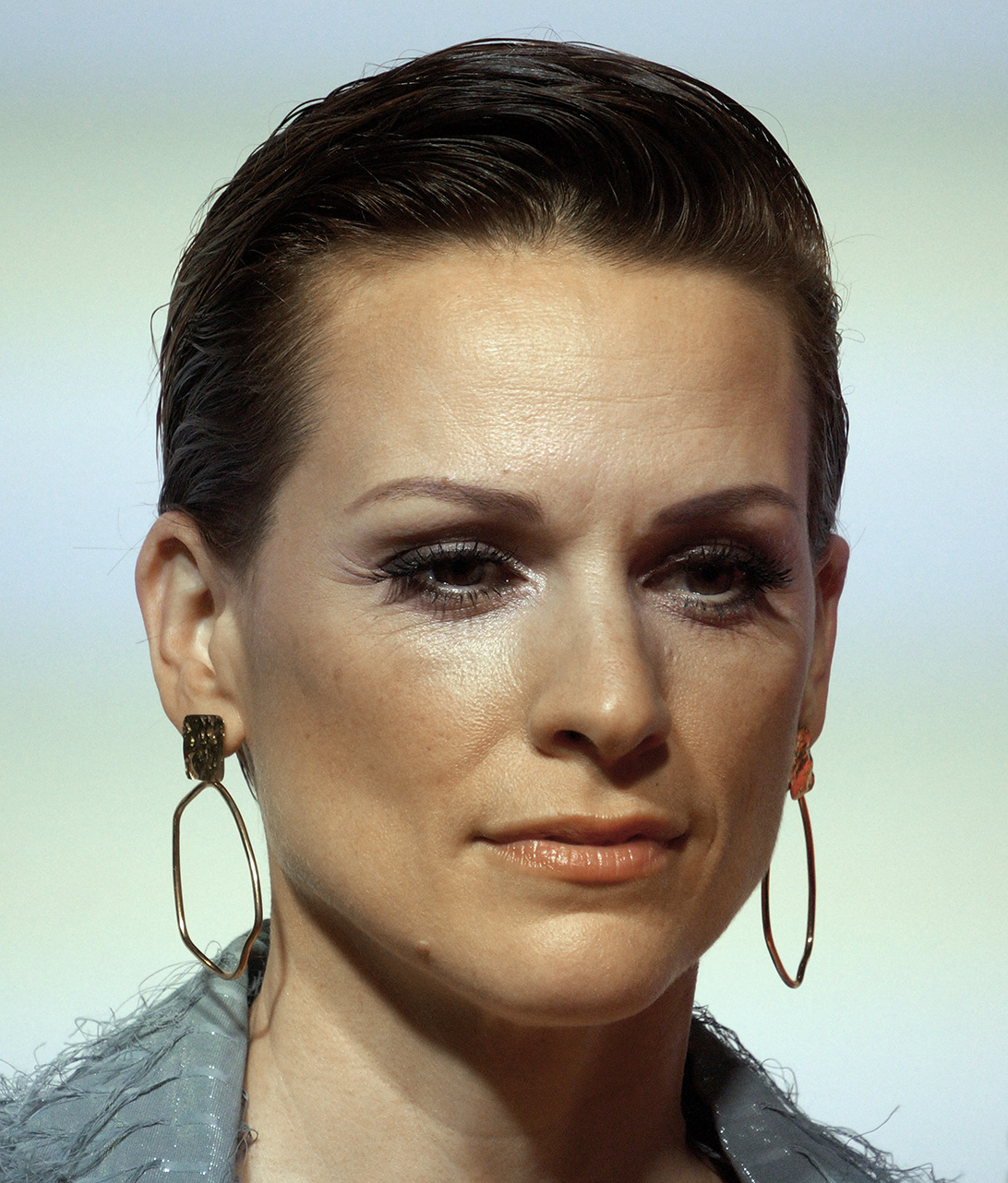
Veerle Baetens won drie prijzen en was daarmee de grote winnares van de avond.

De Vlaamse Televisie Sterren 2008 was de eerste keer dat de Vlaamse Televisie Academie verscheidene programma's en tv-figuren bekroonde. De prijsuitreiking, De Nacht Van De Vlaamse Televisie Sterren 2008, werd uitgezonden door Eén en gepresenteerd door Wim De Vilder en Cathérine Moerkerke, nieuwsankers van respectievelijk Eén en VTM. Het evenement vond plaats op 30 maart 2008 in de Ethias Arena.
In totaal werden er 10 Televisie Sterren uitgereikt. De hoofdrolspeelster uit de telenovelle Sara (VTM), actrice Veerle Baetens, was de grote winnaar. Ze werd verkozen tot beste actrice, populairste televisiepersoonlijkheid en mocht met Sara ook de prijs voor populairste televisieprogramma in ontvangst nemen.
De Belgische rockgroep The Paranoiacs trad tijdens de liveshow op.

## Winnaars
| Categorie                            | Winnaar                          | Genomineerden                                                                     | Uitgereikt door                   |
| ------------------------------------ | -------------------------------- | --------------------------------------------------------------------------------- | --------------------------------- |
| Beste Acteur of Actrice              | Veerle Baetens (Sara, VTM)       | Sandrine André (Sara, VTM)                                                        | Robbe De Hert                     |
| Beste Acteur of Actrice              | Veerle Baetens (Sara, VTM)       | Jan Decleir (De Kavijaks, VTM)                                                    | Robbe De Hert                     |
| Beste Acteur of Actrice              | Veerle Baetens (Sara, VTM)       | Karlijn Sileghem (Katarakt, Eén)                                                  | Robbe De Hert                     |
| Beste Presentator of Presentatrice   | Erik Van Looy (Eén)              | Tom Lenaerts (Eén)                                                                | Rani De Coninck en Roos Van Acker |
| Beste Presentator of Presentatrice   | Erik Van Looy (Eén)              | Peter Van de Veire (Eén)                                                          | Rani De Coninck en Roos Van Acker |
| Beste Presentator of Presentatrice   | Erik Van Looy (Eén)              | Koen Wauters (VTM)                                                                | Rani De Coninck en Roos Van Acker |
| Beste Fictieprogramma                | Katarakt (Eén)                   | De Kavijaks (VTM)                                                                 | Sandrine                          |
| Beste Fictieprogramma                | Katarakt (Eén)                   | Mega Mindy (Ketnet)                                                               | Sandrine                          |
| Beste Fictieprogramma                | Katarakt (Eén)                   | Sara (VTM)                                                                        | Sandrine                          |
| Beste Realityprogramma               | Terug naar Siberië (Eén)         | Boer zkt Vrouw (VTM)                                                              | Jan Van Looveren (als de Joeri)   |
| Beste Realityprogramma               | Terug naar Siberië (Eén)         | Dieren in nesten (Eén)                                                            | Jan Van Looveren (als de Joeri)   |
| Beste Realityprogramma               | Terug naar Siberië (Eén)         | Peking Express: Zuid-Amerika (VT4)                                                | Jan Van Looveren (als de Joeri)   |
| Beste Informatieprogramma            | De Weg naar Mekka (Canvas)       | De laatste show (Eén)                                                             | Yves Leterme                      |
| Beste Informatieprogramma            | De Weg naar Mekka (Canvas)       | Het Journaal (Eén)                                                                | Yves Leterme                      |
| Beste Informatieprogramma            | De Weg naar Mekka (Canvas)       | Het Nieuws (VTM)                                                                  | Yves Leterme                      |
| Beste Entertainmentprogramma         | De Slimste Mens ter Wereld (Eén) | De Pappenheimers (Eén)                                                            | Dirk Tieleman                     |
| Beste Entertainmentprogramma         | De Slimste Mens ter Wereld (Eén) | Sterren op de Dansvloer (VTM)                                                     | Dirk Tieleman                     |
| Beste Entertainmentprogramma         | De Slimste Mens ter Wereld (Eén) | Trigger Happy (KANAALTWEE)                                                        | Dirk Tieleman                     |
| Populairste Televisiepersoonlijkheid | Veerle Baetens                   |                                                                                   | Luc Appermont                     |
| Populairste Televisieprogramma       | Sara (VTM)                       | Mike Verdrengh, Kris Piekaerts en Yves Vanlinthout                                |                                   |
| Rijzende Ster                        | Free Souffriau                   | Goedele Liekens                                                                   |                                   |
| Carrière Ster                        | Rik De Saedeleer                 | Mark Uytterhoeven, Jan Mulder, Jan Ceulemans, Wilfried Van Moer en Paul Van Himst |                                   |